# Amorphophallus cruddasianus
Amorphophallus cruddasianus är en kallaväxtart som beskrevs av David Prain. Amorphophallus cruddasianus ingår i släktet Amorphophallus och familjen kallaväxter. Inga underarter finns listade.